# Eva Büchi
Eva Büchi – im französischsprachigen Raum als Eva Buchi – (* 1964) ist eine Schweizer Romanistin und Lexikografin.

## Leben
Nach ihrer Maturität in Bern im Jahr 1983 absolvierte Eva Büchi die Ausbildung für das Lehramt und studierte anschliessend französische Linguistik an der Universität Bern, wo sie 1994 bei Marc Bonhomme, Jean-Pierre Chambon (Basel) und Ricarda Liver promovierte. Von 1987 bis 1993 war sie Assistentin und Redaktorin am Wörterbuchprojekt Französisches Etymologisches Wörterbuch (FEW) in Basel, das seit den frühen 1980er Jahren unter der Leitung von Jean-Pierre Chambon in der Universitätsbibliothek Basel weitergeführt wurde. Auch in ihrer späteren Forschungstätigkeit arbeitet Eva Büchi hauptsächlich zur Lexikografie und der historischen Sprachwissenschaft der romanischen Sprachen.
Von 1993 bis 1995 betreute Eva Büchi mit Unterstützung des Schweizerischen Nationalfonds die Redaktion des FEW weiter, das jetzt dem Institut National de la Langue Française (INaLF) in Nancy angegliedert worden war.
Seit 1995 ist Eva Büchi Forscherin für das Centre national de la recherche scientifique (CNRS) beim Institut National de la Langue Française, dem späteren Laboratorium Analyse et traitement informatique de la langue française (ATILF) in Nancy. Sie arbeitet mit Schwergewicht am Projekt Dictionnaire Étymologique Roman. Seit 2005 ist sie Forschungsdirektorin des CNRS beim ATILF, und von 2013 bis 2017 war sie die Leiterin dieses Instituts. 
Von 1999 bis 2003 arbeitete Büchi zudem als Lektorin an der Universität Marc Bloch in Strassburg. 2003 habilitierte sie sich an der Universität Sorbonne in Paris und erhielt danach einen Lehrauftrag an der Universität Nancy 2, heute Universität Lothringen.
2007 verlieh die Société de Linguistique Romane Eva Buchi den Prix Dauzat. 2019 wurde sie zum Mitglied der Academia Europaea gewählt.

## Werke
Eva Büchi verfasste zahlreiche Artikel für das Französische Etymologische Wörterbuch.
Kleine Auswahl aus ihrem übrigen, vielseitigen wissenschaftlichen Schrifttum:
- Les Structures du „Französisches Etymologisches Wörterbuch“. Recherches métalexicographiques et métalexicologiques. Dissertation. Tübingen 1996.
- (mit Jean-Pierre Chambon) „Un des plus beaux monuments des sciences du langage“: le FEW de Walther von Wartburg (1910–1940). In: Gérald Antoine, Robert Martin (Hrsg.): Histoire de la langue française 1914–1945. Paris 1995, S. 935–963.
- Lexicologie, anthroponymie et étude de la transition entre catégories linguistiques. Habilitationsschrift.
- (mit Wolfgang Schweickard, Hrsg.): Dictionnaire étymologique roman (DÉRom) 3. Entre idioroman et protoroman. Berlin/Boston 2020.
- Bolchevik, mazout, toundra et les autres. Dictionnaire des emprunts au russe dans les langues romanes. Inventaire – Histoire – Intégration. Paris 2010.
- (mit Jean-Paul Chauveau und Jean-Marie Pierrel, Hrsg.): Actes du XXVIIe Congrès international de linguistique et de philologie romanes (Nancy, 15–20 juillet 2013). Strassburg 2016.
- *PATTA, *PAUT(T)A, POTE, *PETTĪTUS, *RETUNDUS, SURDUS, FIDĒLIS, FIDĒLIS(NP). In: Ana Maria Cano, Jean Germain, Dieter Kremer (Hrsg.): Dictionnaire historique de l’anthroponymie romane. Patronymica Romanica (PatRom). Band II/2. Les parties du corps humain. Les particularités physiques et morales. Berlin/Boston 2018. S. 161–216; 629–678.
- Etymological dictionaries. In: Philip Durkin (Hrsg.): The Oxford Handbook of Lexicography. Oxford University Press. Oxford 2016, S. 338–349.
- Les langues romanes sont-elles des langues comme les autres? Ce qu’en pense le DÉRom. Avec un excursus sur la notion de déclinaison étymologique. In: Bulletin de la Société de Linguistique de Paris, 109/1, 2014, S. 257–275.
- Romanistique et étymologie du fonds lexical héréditaire. Du REW au DÉRom (Dictionnaire Étymologique Roman). In: Carmen Alén Garabato, Teddy Arnavielle, Christian Camps (Hrsg.): La romanistique dans tous ses états. L’Harmattan. Paris 2009, S. 97–110.